# Castel Sant’Elia
Castel Sant’Elia település Olaszországban, Viterbo megyében. Lakosainak száma 2453 fő (2023. január 1.). Castel Sant’Elia Civita Castellana, Fabrica di Roma, Faleria, Mazzano Romano és Nepi községekkel határos.

## Népesség
A település népessége az elmúlt években az alábbi módon változott:
| Lakosok száma | 2656 | 2626 | 2453 |
|               | 2017 | 2018 | 2023 |